# Golf-Rupie

Banknote zu 10 Rupien

Die Golf-Rupie ist eine ehemalige Währungseinheit, die in Bahrain, Katar, Kuwait, Oman und den sieben Emiraten des sogenannten Vertragsoman ab 1959 gesetzliches Zahlungsmittel war. Die Golf-Rupie war 1:1 an die Indische Rupie gekoppelt und wurde von der Reserve Bank of India herausgegeben. Ab 1961 wurde die Rupie durch nationale Währungen ersetzt, als letztes Land löste Oman die Rupie durch den Saidi Riyal, dem Vorläufer des Omanischen Rial ab.

## Geschichte
Nachdem Großbritannien zwischen 1820 und 1853 Protektoratsverträge mit lokalen Herrschen an der arabischen Küste des persischen Golfs abgeschlossen hatte, wurden diese Gebiete von der Persian Gulf Residency verwaltet, die ihrerseits der Präsidentschaft Bombay unterstand. Dadurch wurde die Indische Rupie gesetzliches Zahlungsmittel in den britischen Protektoraten. Zwar war die Indische Rupie schon zuvor durch enge Handelskontakte zwischen der Golfregion und Indien verbreitet, sie konkurrierte aber bis zum Anfang des 20. Jahrhunderts mit anderen silbernen Handelsmünzen wie dem Maria-Theresien-Taler.
Nach der Unabhängigkeit Indiens von Großbritannien 1947 blieb die Indische Rupie weiterhin Zahlungsmittel in den britischen Protektoraten am Persischen Golf. Dies führte in den 1950er Jahren durch den Schmuggel von Gold aus den Emiraten und dem damit verbundenen Abfluss von Bargeld aus Indien zu Problemen. In Indien war der private Im- und Export von Gold verboten, der Staat behielt sich hierauf ein Monopol mit entsprechender Besteuerung vor. Der geschätzte Goldbestand in privater Hand in Indien betrug 1959 zwischen 1,75 und 2 Milliarden US-Dollar und damit etwa zwei Drittel des Wertes der indischen Bargeldbestände. Um den Schmuggel einzudämmen, wurde im Mai 1959 eine spezielle Rupie für die Zirkulation außerhalb Indiens durch den The Reserve Bank of India (Amendment) Act 1959 eingeführt. Diese als Gulf Rupee bezeichnete Währung war 1:1 an die Indische Rupie gebunden und zwischen den beiden Währungen bestand eine freie Konvertibilität. Aufgehoben wurde die Einlösbarkeit der Indischen Rupie in Pfund Sterling, sie blieb für die Golf-Rupie bestehen, allerdings nur bei der Filiale der Reserve Bank of India in Bombay, was durch eine entsprechende Inschrift auf den Banknoten kenntlich gemacht wurde.
Als erstes Land ersetzte Kuwait die Rupie im April 1961 durch den Kuwait-Dinar. Es folgten Bahrain 1965 mit dem Bahrain-Dinar, Katar und die heutigen Vereinigten Arabischen Emirate 1966, als die Indische Rupie abgewertet wurde. Als letztes Land ersetzte Oman die Golf-Rupie durch eine eigene Währung am 7. Mai 1970; bei der 1966 erfolgten Abwertung der Indischen Rupie war die Bindung Gulf-Rupie an das Britische Pfund beibehalten worden, wohingegen die Bindung an die Indische Rupie entfiel.

## Banknoten
Es existierten Banknoten zu 1, 5, 10 und 100 Rupien, sowie zwei spezielle Banknoten zu 10 und 100 Rupien für Pilger nach Mekka. Diese beiden Banknoten waren nicht konvertibel zur Indischen Rupie, sondern nur zur Golf-Rupie und trugen zusätzlich den Aufdruck HAJ (dt. Haddsch). Ihre Ausgabe war auf das Jahr 1959 beschränkt.
Alle Banknoten entsprachen im Design zeitgenössischen indischen Banknoten mit zwei Ausnahmen. Einerseits war die Einlösbarkeit eingeschränkt, anstelle des Textes I promise to pay the bearer on demand the sum of … at any office of issue, wurde der Text in … at the office of issue at Bombay geändert, außerdem änderte man die Farben.
| Wert    | Indische Rupie | Golf-Rupie | Haddsch-Ausgabe |
| 1 R.    | violett        | rot        | -               |
| 5 Rs.   | grün           | orange     | -               |
| 10 Rs.  | violett        | rot        | blau            |
| 100 Rs. | blau           | grün       | rot             |

Eigene Münzen der Golf-Rupie existierten nicht.